# Сен-Ілер (Ізер)
Сен-Іле́р (фр. Saint-Hilaire) — колишній муніципалітет у Франції, у регіоні Овернь-Рона-Альпи, департамент Ізер. Населення — 1532 осіб (2011).
Муніципалітет був розташований на відстані близько 480 км на південний схід від Парижа, 100 км на південний схід від Ліона, 19 км на північний схід від Гренобля.

## Історія
До 2015 року муніципалітет перебував у складі регіону Рона-Альпи. Від 1 січня 2016 року належав до нового об'єднаного регіону Овернь-Рона-Альпи.
1 січня 2019 року Сен-Ілер, Сен-Бернар i Сен-Панкрасс було об'єднано в новий муніципалітет Плато-де-Петіт-Рош.

## Демографія
Динаміка населення (Insee ):
Розподіл населення за віком та статтю (2006):
| Стать | Всього | До 15 років | 15-24 | 25-44 | 45-64 | 65-85 | Понад 85 |
| --- | ------ | ----------- | ----- | ----- | ----- | ----- | -------- |
| Чоловіки | 891    | 190         | 94    | 280   | 235   | 88    | 4        |
| Жінки | 806    | 167         | 97    | 295   | 175   | 68    | 4        |
| \| Статево-вікова піраміда \| Статево-вікова піраміда \| Статево-вікова піраміда \| \| ----------------------- \| ----------------------- \| ----------------------- \| \| Чоловіки \| Вік \| Жінки \| \| 4 \| 85 + \| 4 \| \| 16 \| 80-84 \| 8 \| \| 20 \| 75-79 \| 8 \| \| 32 \| 70-74 \| 20 \| \| 20 \| 65-69 \| 32 \| \| 55 \| 60-64 \| 12 \| \| 63 \| 55-59 \| 35 \| \| 74 \| 50-54 \| 62 \| \| 43 \| 45-49 \| 66 \| \| 66 \| 40-44 \| 89 \| \| 74 \| 35-39 \| 54 \| \| 101 \| 30-34 \| 78 \| \| 39 \| 25-29 \| 74 \| \| 39 \| 20-24 \| 31 \| \| 55 \| 15-20 \| 66 \| \| 39 \| 10-14 \| 39 \| \| 66 \| 5-9 \| 54 \| \| 85 \| 0-4 \| 74 \| |        |             |       |       |       |       |          |
| Статево-вікова піраміда |        |             |       |       |       |       |          |
| Чоловіки | Вік    | Жінки       |       |       |       |       |          |
| 4 | 85 +   | 4           |       |       |       |       |          |
| 16 | 80-84  | 8           |       |       |       |       |          |
| 20 | 75-79  | 8           |       |       |       |       |          |
| 32 | 70-74  | 20          |       |       |       |       |          |
| 20 | 65-69  | 32          |       |       |       |       |          |
| 55 | 60-64  | 12          |       |       |       |       |          |
| 63 | 55-59  | 35          |       |       |       |       |          |
| 74 | 50-54  | 62          |       |       |       |       |          |
| 43 | 45-49  | 66          |       |       |       |       |          |
| 66 | 40-44  | 89          |       |       |       |       |          |
| 74 | 35-39  | 54          |       |       |       |       |          |
| 101 | 30-34  | 78          |       |       |       |       |          |
| 39 | 25-29  | 74          |       |       |       |       |          |
| 39 | 20-24  | 31          |       |       |       |       |          |
| 55 | 15-20  | 66          |       |       |       |       |          |
| 39 | 10-14  | 39          |       |       |       |       |          |
| 66 | 5-9    | 54          |       |       |       |       |          |
| 85 | 0-4    | 74          |       |       |       |       |          |

## Економіка
2010 року серед 1032 осіб працездатного віку (15—64 років) 789 були активними, 243 — неактивними (показник активності 76,5%, у 1999 році було 75,4%). З 789 активних мешканців працювало 716 осіб (372 чоловіки та 344 жінки), безробітними було 73 (46 чоловіків та 27 жінок). Серед 243 неактивних 75 осіб було учнями чи студентами, 73 — пенсіонерами, 95 були неактивними з інших причин.

У 2010 році в муніципалітеті числилось 518 оподаткованих домогосподарств, у яких проживали 1304,5 особи, медіана доходів виносила 20 201 євро на одного особоспоживача